# Добершиц
Добершиц (њем. Doberschütz) општина је у њемачкој савезној држави Саксонија. Једно је од 36 општинских средишта округа Сјеверна Саксонија. Према процјени из 2010. у општини је живјело 4.398 становника. Посједује регионалну шифру (AGS) 14730080.

## Географски и демографски подаци
Добершиц се налази у савезној држави Саксонија у округу Сјеверна Саксонија. Општина се налази на надморској висини од 105 метара. Површина општине износи 77,2 km². У самом мјесту је, према процјени из 2010. године, живјело 4.398 становника. Просјечна густина становништва износи 57 становника/km².

## Међународна сарадња
| Мјесто | Држава | Врста сарадње | Од    |
| ------ | ------ | ------------- | ----- |
|        | Финска | партнерство   | 2008. |
| Извор  |        |               |       |